# دون توركواتو (مدينة)
دون توركواتو (بالإسبانية: Don Torcuato)‏ هي منطقة سكنية تقع في الأرجنتين في Tigre Partido. يقدر عدد سكانها بـ 64,867 نسمة وترتفع عن سطح البحر 17 متر.

## المناخ
يظهر الجدول التالي التغييرات المناخية على مدار السنة لدون توركواتو:
| البيانات المناخية لـدون توركواتو        | البيانات المناخية لـدون توركواتو | البيانات المناخية لـدون توركواتو | البيانات المناخية لـدون توركواتو | البيانات المناخية لـدون توركواتو | البيانات المناخية لـدون توركواتو | البيانات المناخية لـدون توركواتو | البيانات المناخية لـدون توركواتو | البيانات المناخية لـدون توركواتو | البيانات المناخية لـدون توركواتو | البيانات المناخية لـدون توركواتو | البيانات المناخية لـدون توركواتو | البيانات المناخية لـدون توركواتو | البيانات المناخية لـدون توركواتو |
| الشهر                                   | يناير                            | فبراير                           | مارس                             | أبريل                            | مايو                             | يونيو                            | يوليو                            | أغسطس                            | سبتمبر                           | أكتوبر                           | نوفمبر                           | ديسمبر                           | المعدل السنوي                    |
| --------------------------------------- | -------------------------------- | -------------------------------- | -------------------------------- | -------------------------------- | -------------------------------- | -------------------------------- | -------------------------------- | -------------------------------- | -------------------------------- | -------------------------------- | -------------------------------- | -------------------------------- | -------------------------------- |
| متوسط درجة الحرارة الكبرى °م (°ف)       | 30.8 (87.4)                      | 28.8 (83.8)                      | 26.5 (79.7)                      | 22.6 (72.7)                      | 18.8 (65.8)                      | 15.7 (60.3)                      | 15.3 (59.5)                      | 17.2 (63.0)                      | 19.1 (66.4)                      | 22.5 (72.5)                      | 25.4 (77.7)                      | 28.1 (82.6)                      | 22.6 (72.7)                      |
| المتوسط اليومي °م (°ف)                  | 25.1 (77.2)                      | 23.4 (74.1)                      | 21.1 (70.0)                      | 17.4 (63.3)                      | 13.4 (56.1)                      | 10.8 (51.4)                      | 10.5 (50.9)                      | 12.3 (54.1)                      | 14.1 (57.4)                      | 17.3 (63.1)                      | 20.3 (68.5)                      | 22.6 (72.7)                      | 17.4 (63.3)                      |
| متوسط درجة الحرارة الصغرى °م (°ف)       | 20.5 (68.9)                      | 19.2 (66.6)                      | 16.7 (62.1)                      | 13.2 (55.8)                      | 9.0 (48.2)                       | 6.9 (44.4)                       | 6.6 (43.9)                       | 8.0 (46.4)                       | 9.4 (48.9)                       | 12.6 (54.7)                      | 15.5 (59.9)                      | 18.2 (64.8)                      | 13.0 (55.4)                      |
| الهطول مم (إنش)                         | 106.6 (4.20)                     | 120.3 (4.74)                     | 117.6 (4.63)                     | 99.5 (3.92)                      | 78.8 (3.10)                      | 49.2 (1.94)                      | 45.3 (1.78)                      | 63.9 (2.52)                      | 63.9 (2.52)                      | 168.3 (6.63)                     | 97.0 (3.82)                      | 83.0 (3.27)                      | 1٬093٫4 (43.05)                  |
| متوسط أيام هطول الأمطار                 | 7                                | 9                                | 8                                | 8                                | 7                                | 6                                | 6                                | 8                                | 7                                | 11                               | 9                                | 9                                | 95                               |
| متوسط الرطوبة النسبية (%)               | 65                               | 71                               | 74                               | 78                               | 77                               | 79                               | 78                               | 75                               | 73                               | 71                               | 69                               | 67                               | 73                               |
| المصدر: Servicio Meteorológico Nacional |                                  |                                  |                                  |                                  |                                  |                                  |                                  |                                  |                                  |                                  |                                  |                                  |                                  |

## أعلام
- فيديريكو فيجا
- مارسيلو توركواتو دي الفير
- كريستيان خوانكا